# Krishna Poonia
Krishna Poonia (ur. 5 maja 1982) – hinduska lekkoatletka specjalizująca się w rzucie dyskiem.
Wywalczyła brązowy medal mistrzostw Azji w 2005 roku. W 2006 roku zajęła piąte miejsce na igrzyskach Wspólnoty Narodów oraz była trzecia na igrzyskach azjatyckich. Ponownie stanęła na najniższym stopniu podium mistrzostw Azji w 2007 roku. Na eliminacjach kończyła swoje występy w trzech kolejnych imprezach globalnych: mistrzostwach świata w Osace (2007), igrzyskach olimpijskich w Pekinie (2008) oraz mistrzostwach świata w Berlinie (2009). Na koniec sezonu 2009 trzeci raz w karierze zdobyła brąz azjatyckiego czempionatu. Podczas igrzysk Wspólnoty Narodów w październiku 2010 sięgnęła po złoty medal – to pierwszy w historii złoty medal igrzysk w lekkoatletyce dla reprezentantki Indii. W listopadzie 2010 zdobyła drugi w karierze brązowy medal igrzysk azjatyckich.
Rekord życiowy: 64,76 (5 maja 2012, Wailuku) – wynik ten do 19 marca 2021 był rekordem Indii.
W roku 2010 została laureatem nagrody Arjuna Award.

## Osiągnięcia
| Rok  | Impreza                    | Miejsce    | Lokata            | Wynik |
| ---- | -------------------------- | ---------- | ----------------- | ----- |
| 2005 | Mistrzostwa Azji           | Inczon     | 3. miejsce        | 57,67 |
| 2006 | Igrzyska Wspólnoty Narodów | Melbourne  | 5. miejsce        | 58,65 |
| 2006 | Igrzyska azjatyckie        | Doha       | 3. miejsce        | 61,53 |
| 2007 | Mistrzostwa Azji           | Amman      | 3. miejsce        | 55,38 |
| 2007 | Mistrzostwa świata         | Osaka      | el. – 22. miejsce | 57,17 |
| 2008 | Igrzyska olimpijskie       | Pekin      | el. – 24. miejsce | 58,23 |
| 2009 | Mistrzostwa świata         | Berlin     | el. – 28. miejsce | 56,75 |
| 2009 | Mistrzostwa Azji           | Kanton     | 3. miejsce        | 59,84 |
| 2010 | Igrzyska Wspólnoty Narodów | Nowe Delhi | 1. miejsce        | 61,51 |
| 2010 | Igrzyska azjatyckie        | Kanton     | 3. miejsce        | 61,94 |
| 2011 | Mistrzostwa Azji           | Kobe       | 4. miejsce        | 56,23 |
| 2012 | Igrzyska olimpijskie       | Londyn     | 6. miejsce        | 63,62 |
| 2013 | Mistrzostwa Azji           | Pune       | 4. miejsce        | 55,01 |
| 2014 | Igrzyska Wspólnoty Narodów | Glasgow    | 5. miejsce        | 57,84 |
| 2014 | Igrzyska azjatyckie        | Incheon    | 4. miejsce        | 55,57 |